# Auzielle
Auzielle (pronúncia em francês: [ozjɛl]; em occitano:  Ausièla) é uma comuna francesa na região administrativa da Occitânia, no departamento do Alto Garona. Estende-se por uma área de 4.59 km², com 1.553 habitantes, segundo o censo de 2018, com uma densidade de 340 hab/km².